# フランク・J・ユリオステ
フランク・J・ユリオステ（Frank J. Urioste, 1938年 - ）は、アメリカ合衆国の編集技師である。『ロボコップ』、『ダイ・ハード』、『氷の微笑』でアカデミー編集賞にノミネートされた。
1998年からはワーナー・ブラザースの企画部に所属している。
アメリカ映画編集者協会の会員であり、2007年のエディー賞では生涯功労賞を受賞した。

## フィルモグラフィ
- 『何がアリスに起ったか?』 What Ever Happened to Aunt Alice? (1969)
- 『傷だらけの挽歌』 The Grissom Gang (1971)
- Get to Know Your Rabbit (1972)
- The Hoax (1972)
- 『スパイクス・ギャング』 The Spikes Gang (1974)
- 『ミッドウェイ』 Midway (1976)
- 『世界が燃えつきる日』 Damnation Alley (1977)
- 『ヤング・ソルジャー 米海兵隊員/青春の記録』 The Boys in Company C (1978)
- 『ザ・ドロッパーズ』 Fast Break (1979)
- 『ラヴィング・カップル』 Loving Couples (1980)
- 『エンティティー 霊体』 The Entity (1981)
- 『悪魔の棲む家PART3』 Amityville 3-D (1983)
- 『トレンチコート/危険な追跡』 Trenchcoat (1983)
- 『キング・オブ・デストロイヤー/コナンPART2』 Conan the Destroyer (1984)
- 『レッドソニア』 Red Sonja (1985)
- 『ヒッチャー』 The Hitcher (1986)
- 『ロボコップ』 RoboCop (1987)
- 『ダイ・ハード』 Die Hard (1988)
- 『ロードハウス/孤独の街』 Road House (1989)
- 『トータル・リコール』 Total Recall (1990)
- 『氷の微笑』 Basic Instinct (1992)
- 『トゥームストーン』 Tombstone (1993)
- 『クリフハンガー』 Cliffhanger (1993)
- 『ターミナル・ベロシティ』 Terminal Velocity (1994)
- 『カットスロート・アイランド』 Cutthroat Island (1995)
- 『エグゼクティブ・デシジョン』 Executive Decision (1996)
- 『陰謀のセオリー』 Conspiracy Theory (1997)
- 『リーサル・ウェポン4』 Lethal Weapon 4 (1998)
- 『ディープ・ブルー』 Deep Blue Sea (1999)